# Langen (Badbergen)
Langen ist ein Ortsteil der Gemeinde Badbergen im Norden des niedersächsischen Landkreises Osnabrück. Bis zum 30. Juni 1972 war Langen eine selbstständige Gemeinde.

## Lage

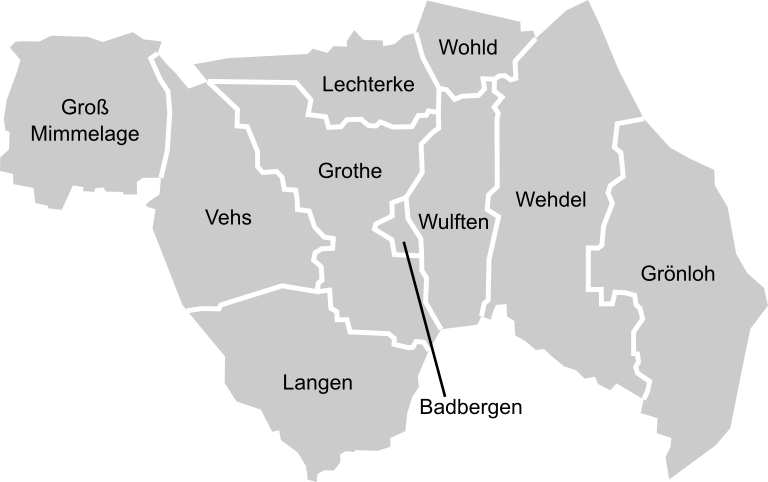
Ortsteile Badbergen

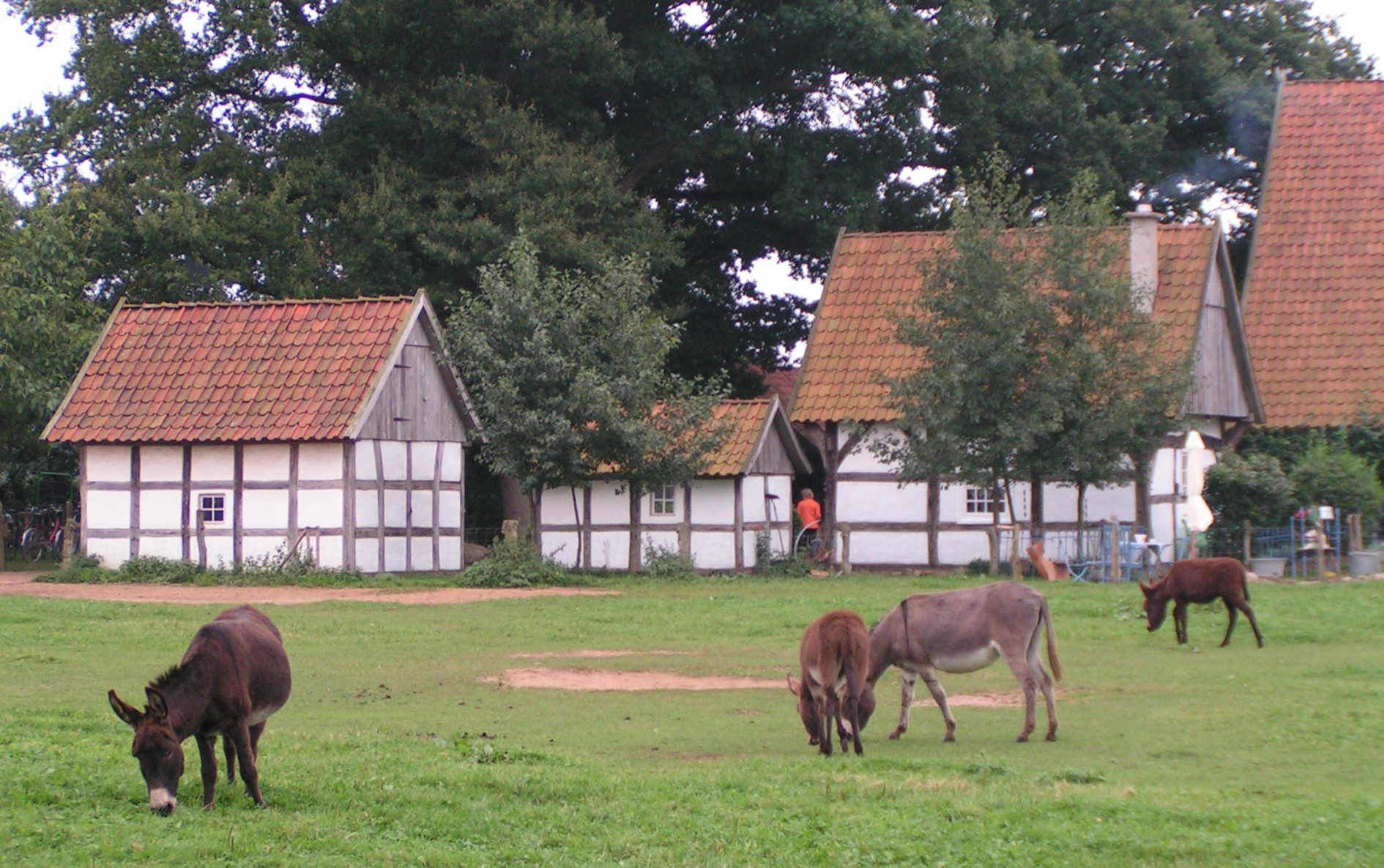
Der Eselhof in Langen (2005)

Der Ort liegt im südwestlichen Teil der Gemeinde südwestlich des Kernortes Badbergen an der östlich verlaufenden B 68. Westlich fließt der Flötebach.

## Baudenkmale
In der Liste der Baudenkmale in Langen (Badbergen) sind zwölf Höfe, 15 Einzeldenkmale und drei ehemalige Baudenkmale aufgeführt.